# IC 4325
IC 4325 — компактная вытянутая спиральная галактика типа Sbc в созвездии Гидра. Поверхностная яркость — 13,0 mag/arcmin². Этот объект входит в число перечисленных в оригинальной редакции «Нового общего каталога».